# Žalobín
Žalobín (in ungherese Újszomotor) è un comune della Slovacchia facente parte del distretto di Vranov nad Topľou, nella regione di Prešov.